# Kenneth F. McKenzie Jr.
Kenneth Franklin McKenzie Jr. (né en 1956 ou 1957) est un général à la retraite du Corps des Marines des États-Unis qui a servi comme 14e commandant du Commandement central des États-Unis du 28 mars 2019 au 1er avril 2022,. Il a occupé le poste de directeur de l'état-major interarmées à partir du 5 juillet 2017, après avoir occupé pendant deux ans le poste de directeur des plans stratégiques et des politiques (J-5) au sein de l'état-major interarmées.

## Jeunesse
Originaire de Birmingham, en Alabama, McKenzie est commissionné en 1979, via le Naval Reserve Officers Training Corps au Collège militaire de la Citadelle de Caroline du Sud. McKenzie est titulaire d'une maîtrise en histoire de la National Defense University et a été Senior Military Fellow à l'Institute for National Strategic Studies de l'école. Il est diplômé avec mention du Marine Corps Command and Staff College et de la School of Advanced Warfighting.

## Carrière
En tant qu'officier d'infanterie, les missions de McKenzie ont inclus le commandement du 1er bataillon du 6e régiment de Marines, et de la 22e unité expéditionnaire des Marines (en), qu'il a dirigée lors de déploiements en Irak et en Afghanistan. Il a également été secrétaire militaire de deux commandants du Corps des Marines.
Les postes d'officier général occupés par McKenzie incluent celui de directeur adjoint des opérations du Centre de commandement militaire national au Pentagone. En 2008, il est choisi par le président des chefs d'état-major interarmées pour diriger l'équipe de transition de sa nouvelle administration, supervisant la transition des forces militaires sous la présidence entrante de Barack Obama. Il retourne en Afghanistan en tant que chef d'état-major adjoint pour la stabilité au sein de la Force internationale d'assistance à la sécurité, suivi d'une tournée en tant que directeur de la stratégie, des plans et des politiques au commandement central des États-Unis. Il retourne ensuite au Pentagone pour servir en tant que représentant du Corps des Marines à la Revue quadriennale de la défense (en) et, après avoir reçu sa troisième étoile, est nommé général commandant du Commandement central des forces des Marines des États-Unis (en).

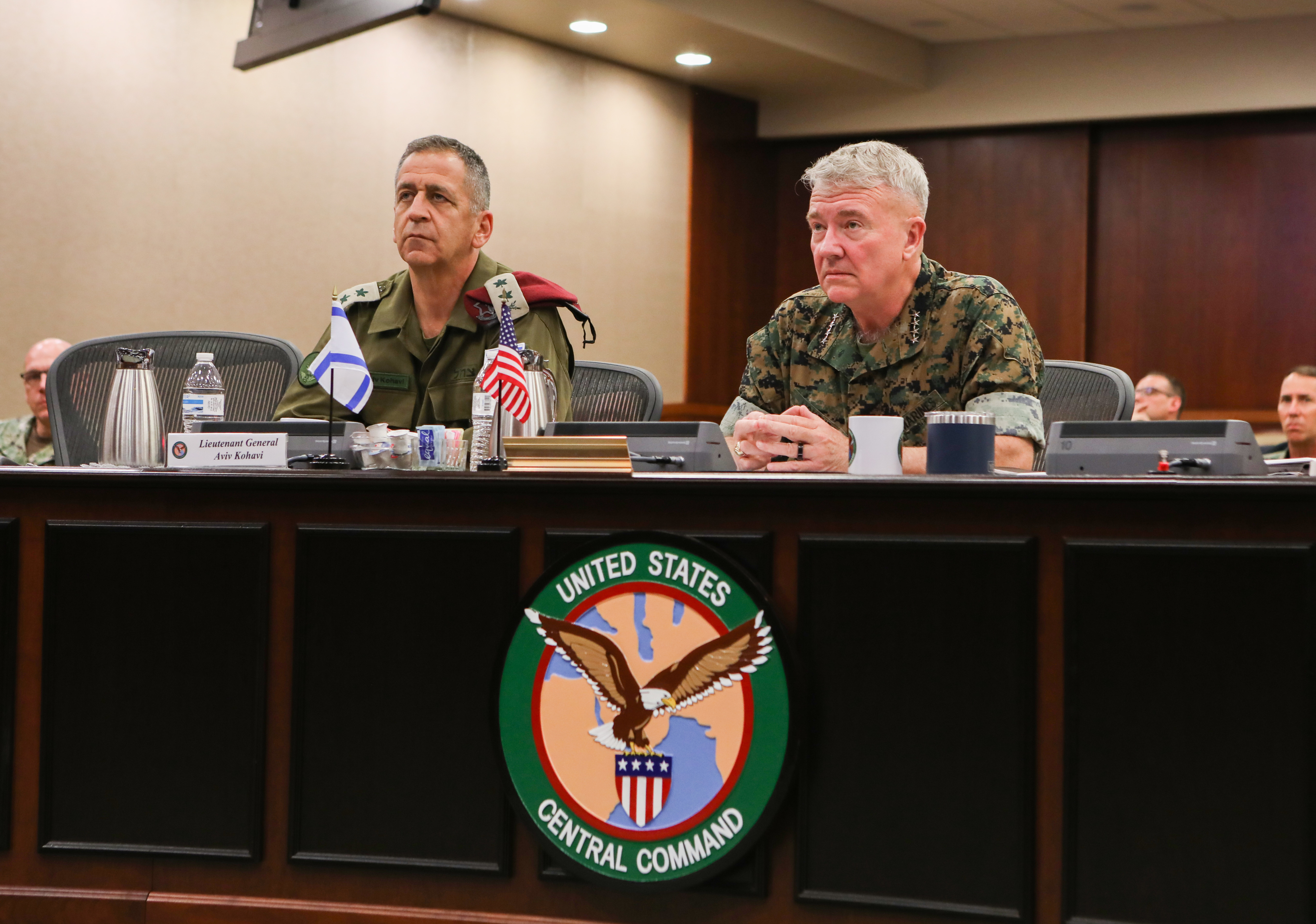
Le général McKenzie et le chef d'état-major des forces de défense israéliennes, Aviv Kochavi, assistant à une réunion d'information au siège du CENTCOM, en juin 2021.

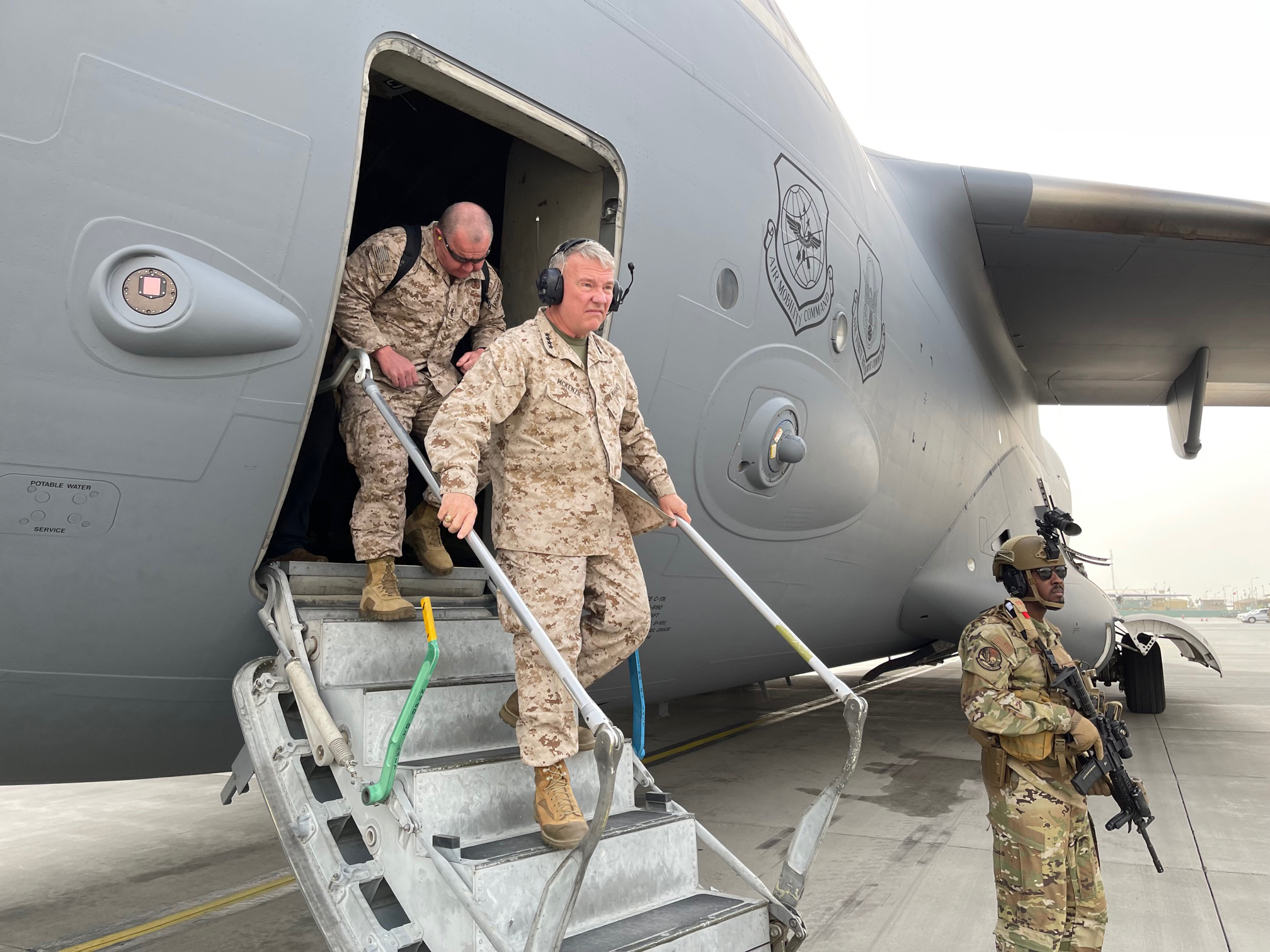
Le général McKenzie à l'aéroport international Hamid Karzaï lors de la chute de Kaboul en 2021.

En tant que commandant du CENTCOM, McKenzie supervise le raid de Baricha en Syrie, une opération militaire menée dans la nuit du 26 au 27 octobre 2019 à Baricha, pendant la guerre civile syrienne. Elle conduit à la mort d'Abou Bakr al-Baghdadi, le « calife » de l'État islamique. Il supervise également le retrait des troupes américaines d'Irak en 2020-2021 (en).
Lors du retrait des troupes américaines d'Afghanistan en 2020-2021, McKenzie remplace le général Austin S. Miller (en) à la tête des forces américaines et de l'OTAN en Afghanistan après la démission de ce dernier le 12 juillet 2021, le départ de Miller étant perçu par certains comme « la fin symbolique de la mission militaire américaine en Afghanistan ». Un mois plus tard, McKenzie est responsable de l'attaque de drone de Kaboul en août 2021 qui tua 10 civils, dont 7 enfants.
McKenzie prend sa retraite du service actif le 1er avril 2022, après avoir cédé le commandement du CENTCOM au général Michael Kurilla,,.

## Récompenses et décorations
|                         |             |             |             |
|                         |             |             |             |
|                         |             |             |             |
| Bronze oak leaf cluster |             | Bronze star | Bronze star |
|                         | Bronze star |             |             |
|                         |             |             | Bronze star |
|                         |             |             |             |
|                         |             |             |             |